# Fe (datorspel)
Fe är ett actionäventyrsspel utvecklat av det svenska spelföretaget Zoink och utgivet av Electronic Arts. Det släpptes i februari 2018 till Microsoft Windows, Nintendo Switch, Playstation 4 och Xbox One.
I spelet styr spelaren den rävliknande figuren Fe som ska försöka försvara skogsmiljön från fientliga varelser som kallas Silent Ones.
Fe är det första spelet i serien "EA Originals" som är Electronic Arts program för indiespelutvecklare.